# Стшельчикі
Стшельчикі (пол. Strzelczyki, нім. Strelitz Hauland) — село в Польщі, у гміні Шамоцин Ходзезького повіту Великопольського воєводства.
Населення — 342 особи (2011).
У 1975-1998 роках село належало до Пільського воєводства.

## Демографія
Демографічна структура станом на 31 березня 2011 року:
|          | Загалом | Допрацездатний вік | Працездатний вік | Постпрацездатний вік |
| -------- | ------- | ------------------ | ---------------- | -------------------- |
| Чоловіки | 184     | 47                 | 124              | 13                   |
| Жінки    | 158     | 35                 | 96               | 27                   |
| Разом    | 342     | 82                 | 220              | 40                   |